# Grijskopkoekoek
De grijskopkoekoek (Coccyzus lansbergi) is een vogel uit de familie van de koekoeken. De vogel is genoemd naar de Nederlander Reinhart Frans van Lansberge, die bewindsman was in West-Indië. 

## Verspreiding en leefgebied
Deze soort komt voor in Colombia en Venezuela.